# Baraki Barak
Baraki Barak – miasto w Afganistanie, w prowincji Logar. Dokładna liczba ludności nie jest znana, bywa szacowana na ok. 20 tys. mieszkańców. Wśród mieszkańców są zarówno Pasztuni jak i Tadżycy. Od XIX w. do roku 1970 była to stolica prowincji. Obecnie siedziba władz dystryktu.